# Matt Lattanzi
Matt Lattanzi (Portland, Oregon, 1959. február 1. –) amerikai színész, táncos, Olivia Newton-John első férje. 
Rövid színészi karrierje főként az 1980-as évekre korlátozódott.

## Életrajza

### 1959–1979, a korai évek
1959. február 1-jén született az Oregon állambeli Portland városában, olasz bevándorlócsalád tíz gyermekének egyikeként. Édesapja benzinkútkezelő volt. Mattot kora ifjúságától a film és a szórakoztatóipar világa vonzotta. Mivel nem akarta életét Portland számtalan fűrésztelepének az egyikén tölteni, kemény munkába kezdett karrierje érdekében. Saját iskolájában nem volt színjátszó tagozat, ezért egy ezzel foglalkozó, tisztán lányosztályba utazott minden nap, órákat venni.
Az általános iskola befejezése után a Portland Community College tanulója lett, ahol táncot és színjátszást tanult. Az ügyes, kisportolt, kivételesen jóképű fiatalember ekkoriban szinte egyáltalán nem randevúzott, egyetlen komoly kapcsolata sem volt, viszont heti hét napot keményen gyakorolt. Húszéves korában úgy érezte, eljött az ideje a tanultak kamatoztatásának. 1979. július 20-án, egy táskában a fellépőruháival, egy horgászbottal, valamint a nyári szünidőkben megkeresett 3000 dollárjával megérkezett Los Angelesbe, hogy megpróbáljon bejutni a film vagy a TV világába. Kibérelt egy olcsó kis szobát, majd elkezdett munka után nézni. Mindössze négy héttel az érkezése után meglátott egy hirdetést, amivel számára egy addig elképzelhetetlen tündérmese vette kezdetét.

### 1979–1980, aXanadués Olivia Newton-John
Ekkoriban kezdődött a statiszták és táncosok válogatása a Xanadu című filmmusical forgatásához. A film női főszereplője Amerika első számú kedvence, a country sztárság és a Grease után a karrierje csúcsán lévő Olivia Newton-John volt. A teljesen ismeretlen és kezdő Matt olyan jól szerepelt a válogatáson, hogy nem csak a tánckarba került be, de ő lett Olivia személyes táncpartnere, vele gyakorolta be Olivia a Gene Kellyvel, a film másik főszereplőjével való táncjeleneit. Matt már korábban is ismerte Olivia zenéjét, a posztereivel díszítette szobáját, de a személyes munkakapcsolat egy élő legendával több volt, mint amit el tudott képzelni.
Matt a film több jelenetében látható mint a tánckar tagja. Vállig érő haja, piros felsője és akkor még szinte kisfiús vonásai jól felismerhetők a filmben. Egy közvetlen jelenete is volt Oliviával, egy táncjelenetben ő játszotta a koros Gene Kelly fiatal személyiségét, egy big band zenekar klarinétosaként. A Xanadu mérsékelt sikereket aratott a mozikban de a forgatás alatt Matt és Olivia, a két nagyon különböző világban élő ember között a tíz év korkülönbség ellenére barátság, majd szerelem szövődött. Matt ezt úgy értékelte, egy hihetetlen tündérmese részese lett. Névtelen kezdőként és szinte még gyerekként karjaiban tarthatta a hetvenes évek első számú kedvencét, legsikeresebb angol nyelvű énekesnőjét és szexbálványát, akinek posztereivel korábban a szobáját díszítette.
A koránál mindig jóval fiatalabbnak tűnő, de a külvilág elvárásainak szinte kényszeresen megfelelni akaró, perfekcionista Olivia számára is jót tett a szélsőségesen szabadság, természet- és állatszerető Matt közelsége. A pár a nagy korkülönbség ellenére hamarosan összeköltözött Olivia malibui házában.

### 1981–1992, karrier és családi boldogság
Az elkövetkező évek teljes harmóniában teltek. Noha Matt  karrierje sohasem ért el nagy magasságokat, rendszeresen szerepelt filmekben, tv-sorozatokban, feltűnt Olivia videóklipjeiben. 
Látható volt Olivia Hollywood Nights című tévéshowjában, szerepelt a Landslide, Soul Kiss klipekben, Olivia 1988-as Olivia Down Under című zenés  ausztráliai országjáró műsorában. Legismertebb filmjei a Grease 2, a Gazdagok és híresek, a Blueberry Hill, az Ilyen az élet, a Heart Power és a nagy vihart kavaró, erősen erotikus Tanárom (My Tutor).
Matt és Olivia 1984. december 15-én összeházasodtak, majd 1986. január 17-én megszületett egyetlen gyermekük, Chloé Rose Lattanzi. Az elkövetkező éveket mindketten elsősorban a családnak és gyermeküknek szentelték, Matt évente átlag egy szerepben tűnt fel az elkövetkező években. Olivia karrierje, jogdíjai, Koala Blue nevű nemzetközi üzlethálózata fedezte a családi kiadásokat. Idejüket Malibuban és Olivia ausztráliai, Byron Bay közeli avokádó farmján töltötték. Matt rendszeresen tartotta kapcsolatát nagylétszámú családjával, sportos és természetjáró emberként horgászott, búvárkodott, alkalmanként minimális felszereléssel egyszemélyes túlélőtúrákat tartott.

### 1992–1996, nehéz évek, majd válás
1991 végén súlyos családi és pénzügyi problémák kezdődtek a családban. Matt és Olivia saját gyermekeként szeretett keresztlánya, saját lányuk legjobb barátnője, több hónapos szenvedés után, egy akkor még szinte gyógyíthatatlan rákbetegségben, szinte a szemük előtt halt meg, alig ötévesen. A család jövedelmét jórészt biztosító, akkor már nyolc éve fennálló és terjeszkedő Koala Blue üzlethálózat teljesen váratlanul, néhány hónap alatt összeomlott, a cég két tulajdonosa (egyikük Olivia) ellen hosszú perek kezdődtek, még a végrehajtás és a teljes anyagi összeomlás lehetősége is felmerült, de erre végül nem került sor.
1992 elején Olivia három év kihagyás után megpróbált visszatérni a zenei világba. Egy új albumot adott ki (Back To Basics: The Essential Collection) és koncertkörutat tervezett, amikor gyanús előjelek után kiderült, mellrákja van, azonnali műtétre szorul. Ugyanazon a július 4-i hétvégén, amikor több hét várakozás után elkészült a rossz eredményű diagnózis, Olivia Ausztráliában élő édesapja is meghalt, szintén rákban. Mindkét üzenetet Mattnak kellett átadnia számára. Olivia visszatérése egyelőre elmaradt. Két héten belül műtét, majd több hónapos kemoterápia következett. Ennek letelte után a család több hónapra Olivia ausztráliai farmjára vonult vissza 1993 tavaszán, felépülni.
A csendes farm és az egészséges környezet hatására Olivia napról napra jobban lett, új, Gaia című albumán dolgozott, ezalatt Matt szerepet kapott a Baywatch ausztrál megfelelőjében, a Paradise Beach sorozatban. Ez volt utolsó szerepe. A fiatalon kivételesen jóképű, kisportolt Matt a harmincas évei elejére igen erősen megkopaszodott. Fiatalos vonásait egészséges életmódja ellenére pár év alatt  elveszítette, többnek nézett ki a nála tíz évvel idősebb Oliviánál. Már nem volt kapós a jóképű fiatal férfiszerepek eljátszására, karrierje félbeszakadt.
Noha a betegség és a perek alatt mindvégig elkötelezetten és szeretőn kitartott felesége mellett, a két évnyi folyamatos idegfeszültség felőrölte lelkierejét. A bajok elmúltával poszttraumális stressz szindrómába esett, depresszió és igen súlyos pánikrohamok kínozták. Ősszel még visszautaztak Malibuba, ahol eladták Olivia régi házát, majd beköltöztek a Matt által tervezett, akkor elkészült, különleges mértékben környezetbarát vízparti villájukba. Családi életük azonban egyre rosszabbá vált. Még párkapcsolati tanácsadóhoz is jártak, de házasságuk végleg megromlott. Kapcsolatuk még két évig kitartott, majd 1995 végén szétköltöztek.

### 1996–2009, a karrier után
1996 decemberében Matt és Olivia egy év különélés után Matt szorgalmazására végleg elváltak. Matt új barátnője, a nála tíz évvel fiatalabb, Új-Zélandi származású Cindy Jessup már régebbi ismerőse volt a családnak, ő vigyázott alkalmanként Chloére, de Matt és Cindy között nem volt semmi kapcsolat az Oliviától való szétköltözésig. Több év ismeretség után 1999 közepén összeházasodtak, a lehető legegyszerűbb körülmények között. Az esküvői vacsorát is egy szerény mexikói étteremben tartották. Matt színészi karrierje ekkorra már véget ért, életüket a nyilvánosság kizárásával, a szórakoztató és filmipartól távol élték Malibuban. Gyermekük nem született, majd 2006 végén felesége kérésére elváltak. Matt úgy említette, pontosan azt és úgy kapta vissza Cindytől, ahogy ő viselkedett Oliviával az utolsó időkben. A túl nagy korkülönbség okozta mindkét házassága végét.
Matt Lattanzi későbbi életéről kevés az információ. Nem nősült meg újra, Oliviával korrekt baráti kapcsolatot tartott fent. 2008–2009 körül egy minden komfortot nélkülöző indián sátorban élt a malibui hegyekben, csak azért, hogy lányához közel lehessen. A nyilvánosságtól teljesen visszavonult, életéről újabb hitelt érdemlő információ nincs.

## Filmjei és egyéb szerepei
- 1980: Xanadu
- 1981: Gazdagok és híresek
- 1982: Olivia Newton-John: Let’s Get Physical (videóklip kiadvány, Landslide klip)
- 1982: Grease 2.
- 1983: A tanárom
- 1986: Olivia: Soul Kiss (videóklip)
- 1986: Ilyen az élet
- 1987: Roxanne
- 1988: Blueberry Hill
- 1989: Heart Power
- 1990: Diving In
- 1993: Paradise Beach (tv-sorozat)

## További információ
- Matt Lattanzi a PORT.hu-n (magyarul)
- Matt Lattanzi az Internetes Szinkronadatbázisban (magyarul)
- Matt Lattanzi az Internet Movie Database-ben (angolul)
- Matt Lattanzi a Rotten Tomatoeson (angolul)